# ダメ・エンドイェ
ダメ・エンドイェ（Dame N'Doye, 1985年2月21日 - ）は、セネガル・ティエス出身の同国代表サッカー選手。現在は無所属。ポジションはFW。
兄のウスマヌ・エンドイェも同じくセネガル代表でプレーした。

## クラブ歴

### キャリア初期
2003年、セネガルの首都ダカールを本拠地とするASCジャンヌダルクにてサッカー選手としてのキャリアを始めた。2006年、カタールのアル・サッドに移籍。同年にポルトガルのアカデミカ・コインブラに移籍し、25試合4得点を記録した。2007年からは活動の場をギリシャに移し、パナシナイコスFCに加入。2008年8月にOFIクレタへ移籍をして、15試合で7得点を挙げる活躍をした。

### コペンハーゲン
2009年1月12日、デンマークの強豪FCコペンハーゲンへ移籍した。移籍金は200万ユーロと伝えられる。2009年3月7日、ラナースFC戦で移籍後初得点を決め3-0で勝利した。それから程なくしてレギュラーの座を勝ち取り、2009-10シーズンはチーム内トップの14得点を挙げた。チームとしてはリーグ優勝し、UEFAチャンピオンズリーグ 2010-11予選3回戦の出場権を獲得した。
2010年8月4日、予選のFC BATEボリソフ戦では決勝点を決め、プレーオフ進出に貢献。ローゼンボリBKを下し出場した本大会では、初戦のロシア王者FCルビン・カザン戦で87分にヘディングで唯一の得点を決め1-0の勝利に導くと、続くアウェーでの古巣パナシナイコス戦でも得点を決め2-0で勝利した。その後得点を挙げることは出来なかったが、デンマークのクラブ史上初ベスト16進出に貢献した。また、同シーズンのリーグ戦では31試合で25得点を挙げ得点王を獲得。翌2011-12シーズンは昨季より少ない18得点に留まったものの、2度目となる得点王に輝いた。

### ロコモティフ・モスクワ
2012年7月25日、ロシアのFCロコモティフ・モスクワに移籍。移籍後すぐさまにチームに馴染み、2012-13シーズン前半でチーム内トップの7得点を挙げた。2012年11月には、ロコモティフのサポーター投票による月間最優秀選手に選出。2年半の在籍でリーグ戦66試合27得点を記録した。

### ハル・シティ
2015年2月2日、プレミアリーグのハル・シティAFCに移籍。23試合消化時点でリーグワースト2位の20ゴールと得点力不足に悩むクラブと、延長オプション付きで2年半の契約を締結した。スティーヴ・ブルース監督の下シーズン後半戦で17試合出場5ゴールを記録したが、クラブはリーグ18位に終わりチャンピオンシップへの降格が決定した。

### トラブゾンスポル
2015年8月10日、トルコのトラブゾンスポル・クラブに加入。移籍金は220万ポンドで、3年契約を締結した。2016年1月14日、サンダーランドAFCへシーズン終了までのローンで加入しプレミアリーグに舞い戻った。

### コペンハーゲン復帰
2018年7月2日、FCコペンハーゲンに1年契約で復帰。7月29日のオールボーBK戦で、最初の得点から15分間でハットトリックを達成した。2019年1月には契約を2020年夏まで延長する。2020年7月末、クラブとの契約更新が合意に至らず退団することが発表された。

## 代表歴
2011年2月9日、ギニアとの親善試合でセネガル代表デビューを果たし、この試合で代表初ゴールを記録した。同年12月27日にアフリカネイションズカップ2012のメンバーに選出され、ザンビア戦で途中出場から得点を挙げたが1-2で敗れた。

## タイトル
アル・サッド
- カタール・スターズリーグ : 2005-06
- カタール・カップ : 2005-06

クラブ
FCコペンハーゲン
- デンマーク・スーペルリーガ : 2008–09, 2009–10, 2010-11, 2018-19
- デンマーク・カップ : 2008–09, 2011–12

個人
- デンマーク・スーペルリーガ得点王 : 2010-11（25得点）, 2011–12（18得点））
- FCコペンハーゲン年間最優秀選手 : 2011